# Coupe des Amériques masculine de hockey sur gazon 2022
Navigation
Lancaster 2017 Montevideo 2025
La Coupe des Amériques masculine de hockey sur gazon 2022 sera la sixième édition de la Coupe d'Amérique masculine, le championnat international quadriennal de hockey sur gazon masculin des Amériques organisé par la Fédération panaméricaine de hockey sur gazon.
Il devait se tenir parallèlement au tournoi féminin du 7 au 22 août 2021 à Tunapuna au Trinité-et-Tobago. Cependant, à la suite du report des Jeux olympiques d'été de 2020 à juillet et août 2021 en raison de la pandémie de Covid-19, le tournoi a été reprogrammé et le 4 septembre 2020, les hôtes de Trinité-et-Tobago se sont retirés de l'organisation du tournoi. En novembre 2020, la Fédération panaméricaine de hockey sur gazon a annoncé que la coupe se déroulerait du 20 au 30 janvier 2022 à Santiago, au Chili.
L'Argentine sont les champions en titre, remportant la Coupe d'Amérique 2017. Les finalistes se qualifieront pour la Coupe du monde 2023.

## Équipes qualifiées
Le pays hôte, les cinq meilleures équipes de la précédente Coupe d'Amérique et les deux finalistes du Challenge des Amériques 2021 se qualifieront pour le tournoi.
| Événement                    | Dates                         | Lieu      | Quotas | Qualifiés                                            |
| ---------------------------- | ----------------------------- | --------- | ------ | ---------------------------------------------------- |
| Pays hôte                    | NC                            | NC        | 1      | Chili                                                |
| Coupe des Amériques 2017     | 4 - 12 août 2017              | Lancaster | 5      | Argentine Canada États-Unis Trinité-et-Tobago Brésil |
| Challenge des Amériques 2021 | 26 septembre - 2 octobre 2021 | Lima      | 1      | Mexique                                              |

## Phase préliminaire
Toutes les heures correspondent à l'Heure au Chili, (UTC−03:00)

### Poule A
| Rang | Équipe    | J | V | N | D | BP | BC | Diff | Pts | Qualification    |
| ---- | --------- | - | - | - | - | -- | -- | ---- | --- | ---------------- |
| 1    | Argentine | 2 | 2 | 0 | 0 | 13 | 2  | +11  | 6   | Demi-finales     |
| 2    | Chili     | 2 | 1 | 0 | 1 | 7  | 3  | +4   | 3   | Quarts de finale |
| 3    | Brésil    | 2 | 0 | 0 | 2 | 0  | 15 | -15  | 0   | Quarts de finale |

Source: FIH
En cas d'égalité de points de plusieurs équipes à l'issue des matchs de poule, les critères suivants sont appliqués dans l'ordre indiqué pour établir leur classement:
1. Points de chaque équipe,
2. Matchs gagnés,
3. Différence de buts,
4. Buts pour,
5. Plus grand nombre de points obtenus dans les matchs de poule disputés entre les équipes concernées,
6. Buts marqués en plein jeu.

| Match 3               | (7) Argentine | 10 - 0  | Brésil (33) |                                                                       |                                                                       |
| 20 janvier 2022 18h30 | Casella 4e, 24e, 29e, 43e · Tolini 9e · Martínez 20e · Della Torre 26e · Domene 28e · Tarazona 35e · Bugallo 59e | (7 - 0) |             | Arbitrage : Kevin George Reinier Diaz Arbitre vidéo : Benjamin Peters | Arbitrage : Kevin George Reinier Diaz Arbitre vidéo : Benjamin Peters |
| 20 janvier 2022 18h30 | Rapport |         |             | Arbitrage : Kevin George Reinier Diaz Arbitre vidéo : Benjamin Peters | Arbitrage : Kevin George Reinier Diaz Arbitre vidéo : Benjamin Peters |

| Match 6               | (29) Chili                | 2 - 3   | Argentine (7)                   |                                                                                |                                                                                |
| 22 janvier 2022 18h30 | Becerra 4e · Contardo 19e | (2 - 0) | 34e, 53e Martínez · 59e Casella | Arbitrage : Benjamin Peters Jonathan Altamirano Arbitre vidéo : Ayanna McClean | Arbitrage : Benjamin Peters Jonathan Altamirano Arbitre vidéo : Ayanna McClean |
| 22 janvier 2022 18h30 | Rapport                   |         |                                 | Arbitrage : Benjamin Peters Jonathan Altamirano Arbitre vidéo : Ayanna McClean | Arbitrage : Benjamin Peters Jonathan Altamirano Arbitre vidéo : Ayanna McClean |

| Match 9               | (30) Chili                                              | 5 - 0   | Brésil (33) |                                                                                |                                                                                |
| 24 janvier 2022 18h30 | Contardo 4e · Enos 11e · Hurtado 20e · Amoroso 30e, 42e | (4 - 0) |             | Arbitrage : Benjamin Peters Jonathan Altamirano Arbitre vidéo : Victoria Pazos | Arbitrage : Benjamin Peters Jonathan Altamirano Arbitre vidéo : Victoria Pazos |
| 24 janvier 2022 18h30 | Rapport                                                 |         |             | Arbitrage : Benjamin Peters Jonathan Altamirano Arbitre vidéo : Victoria Pazos | Arbitrage : Benjamin Peters Jonathan Altamirano Arbitre vidéo : Victoria Pazos |

### Poule B
| Rang | Équipe            | J | V | N | D | BP | BC | Diff | Pts | Qualification    |
| ---- | ----------------- | - | - | - | - | -- | -- | ---- | --- | ---------------- |
| 1    | États-Unis        | 3 | 3 | 0 | 0 | 13 | 5  | +8   | 9   | Demi-finales     |
| 2    | Canada            | 3 | 2 | 0 | 1 | 17 | 5  | +12  | 6   | Quarts de finale |
| 3    | Mexique           | 3 | 1 | 0 | 2 | 6  | 20 | -14  | 3   | Quarts de finale |
| 4    | Trinité-et-Tobago | 3 | 0 | 0 | 3 | 7  | 13 | -6   | 0   |                  |

Source: FIH
En cas d'égalité de points de plusieurs équipes à l'issue des matchs de poule, les critères suivants sont appliqués dans l'ordre indiqué pour établir leur classement:
1. Points de chaque équipe,
2. Matchs gagnés,
3. Différence de buts,
4. Buts pour,
5. Plus grand nombre de points obtenus dans les matchs de poule disputés entre les équipes concernées,
6. Buts marqués en plein jeu.

| Match 1               | (11) Canada | 11 - 1  | Mexique (30)   |                                                                          |                                                                          |
| 20 janvier 2022 14h00 | Boothroyd 11e, 19e · Johnston 17e, 33e, 48e · Pereira 22e · Scholfield 26e · Kirkpatrick 40e · Sarmento 40e · Van Son 44e · Guraliuk 55e | (5 - 0) | 52e J. Aguilar | Arbitrage : Guillermo Poblete Oliver Höck Arbitre vidéo : Ayanna McClean | Arbitrage : Guillermo Poblete Oliver Höck Arbitre vidéo : Ayanna McClean |
| 20 janvier 2022 14h00 | Rapport |         |                | Arbitrage : Guillermo Poblete Oliver Höck Arbitre vidéo : Ayanna McClean | Arbitrage : Guillermo Poblete Oliver Höck Arbitre vidéo : Ayanna McClean |

| Match 2 | (23) États-Unis                                       | 4 - 3   | Trinité-et-Tobago (36)                    |                                                                           |                                                                           |
| 16h15   | K. Kaeppeler 12e · Heller 42e · A. Kaeppeler 45e, 54e | (1 - 1) | 15e Vieira · 44e Ta. Marcano · 45e Daniel | Arbitrage : Gabriel Labate Hugo Romero Arbitre vidéo : Catalina Montesino | Arbitrage : Gabriel Labate Hugo Romero Arbitre vidéo : Catalina Montesino |
| 16h15   | Rapport                                               |         |                                           | Arbitrage : Gabriel Labate Hugo Romero Arbitre vidéo : Catalina Montesino | Arbitrage : Gabriel Labate Hugo Romero Arbitre vidéo : Catalina Montesino |

| Match 4               | (30) Mexique                      | 4 - 2   | Trinité-et-Tobago (40)       |                                                                   |                                                                   |
| 22 janvier 2022 14h00 | Gomez 6e, 37e, 56e · Gonzalez 59e | (1 - 1) | 16e Te. Marcano · 60e Daniel | Arbitrage : Oliver Höck Hugo Romero Arbitre vidéo : Mary Driscoll | Arbitrage : Oliver Höck Hugo Romero Arbitre vidéo : Mary Driscoll |
| 22 janvier 2022 14h00 | Rapport                           |         |                              | Arbitrage : Oliver Höck Hugo Romero Arbitre vidéo : Mary Driscoll | Arbitrage : Oliver Höck Hugo Romero Arbitre vidéo : Mary Driscoll |

| Match 5 | (10) Canada  | 1 - 2   | États-Unis (22)             |                                                                        |                                                                        |
| 16h15   | Johnston 51e | (0 - 1) | 27e Heldens · 50e Kokolaris | Arbitrage : Federico Silva Reinier Diaz Arbitre vidéo : Gabriel Labate | Arbitrage : Federico Silva Reinier Diaz Arbitre vidéo : Gabriel Labate |
| 16h15   | Rapport      |         |                             | Arbitrage : Federico Silva Reinier Diaz Arbitre vidéo : Gabriel Labate | Arbitrage : Federico Silva Reinier Diaz Arbitre vidéo : Gabriel Labate |

| Match 7               | (12) Canada                                          | 5 - 2   | Trinité-et-Tobago (48) |                                                                                 |                                                                                 |
| 24 janvier 2022 14h00 | Scholfield 5e · Johnston 12e, 36e, 44e · Barnett 40e | (2 - 2) | 17e, 26e Toussaint     | Arbitrage : Guillermo Poblete Federico Silva Arbitre vidéo : Catalina Montesino | Arbitrage : Guillermo Poblete Federico Silva Arbitre vidéo : Catalina Montesino |
| 24 janvier 2022 14h00 | Rapport                                              |         |                        | Arbitrage : Guillermo Poblete Federico Silva Arbitre vidéo : Catalina Montesino | Arbitrage : Guillermo Poblete Federico Silva Arbitre vidéo : Catalina Montesino |

| Match 8 | (22) États-Unis                                                              | 7 - 1   | Mexique (29)   |                                                                        |                                                                        |
| 16h15   | Montilla 26e, 39e · K. Kaeppeler 42e, 55e · De Angelis 48e · Heller 48e, 50e | (1 - 0) | 58e F. Aguilar | Arbitrage : Gabriel Labate Kevin George Arbitre vidéo : Federico Silva | Arbitrage : Gabriel Labate Kevin George Arbitre vidéo : Federico Silva |
| 16h15   | Rapport                                                                      |         |                | Arbitrage : Gabriel Labate Kevin George Arbitre vidéo : Federico Silva | Arbitrage : Gabriel Labate Kevin George Arbitre vidéo : Federico Silva |

## Tableau final
|  | Quarts de finale       | Quarts de finale |                 |                        | Demi-finales | Demi-finales |  |  | Finale | Finale |
|  | Quarts de finale       | Quarts de finale |                 |                        | Demi-finales | Demi-finales |  |  | Finale | Finale |
|  |                        |                  |                 |                        |              |              |  |  |        |        |
|  |                        |                  |                 |                        |              |              |  |  |        |        |
|  |                        |                  |                 |                        |              |              |  |  |        |        |
|  | Chili (25)             | 0 (3)            |                 |                        |              |              |  |  |        |        |
|  | Chili (25)             | 0 (3)            | Chili (27)      | 3                      |              |              |  |  |        |        |
|  | États-Unis (22)        | 0 (1)            | Chili (27)      | 3                      |              |              |  |  |        |        |
|  | États-Unis (22)        | 0 (1)            | Mexique (30)    | 1                      |              |              |  |  |        |        |
|  |                        |                  | Mexique (30)    | 1                      | Chili (23)   | 1            |  |  |        |        |
|  |                        |                  |                 |                        | Chili (23)   | 1            |  |  |        |        |
|  |                        | Argentine (7)    | 5               |                        |              |              |  |  |        |        |
|  | Canada (12)            | Argentine (7)    | 5               | 4                      |              |              |  |  |        |        |
|  | Canada (12)            | Argentine (7)    | 5               | 4                      |              |              |  |  |        |        |
|  | Brésil (34)            | Argentine (7)    | 5               | 0                      |              |              |  |  |        |        |
|  | Brésil (34)            | Canada (12)      | 2               | 0                      |              |              |  |  |        |        |
|  |                        | Canada (12)      | 2               | Match pour la 3e place |              |              |  |  |        |        |
|  | Match pour la 5e place |                  |                 |                        |              |              |  |  |        |        |
|  |                        |                  |                 |                        |              |              |  |  |        |        |
|  |                        |                  |                 |                        |              |              |  |  |        |        |
|  | Mexique (32)           | 4                | Canada (13)     | 3                      |              |              |  |  |        |        |
|  | Mexique (32)           | 4                | Canada (13)     | 3                      |              |              |  |  |        |        |
|  | Brésil (34)            | 1                | États-Unis (22) | 1                      |              |              |  |  |        |        |
|  | Brésil (34)            | 1                | États-Unis (22) | 1                      |              |              |  |  |        |        |

### Quarts de finale
| Match 11              | (12) Canada                                     | 4 - 0   | Brésil (34) |                                                                     |                                                                     |
| 26 janvier 2022 16h00 | Johnston 11e, 59e · Boothroyd 28e · Pereira 32e | (2 - 0) |             | Arbitrage : Kevin George Hugo Romero Arbitre vidéo : Federico Silva | Arbitrage : Kevin George Hugo Romero Arbitre vidéo : Federico Silva |
| 26 janvier 2022 16h00 | Rapport                                         |         |             | Arbitrage : Kevin George Hugo Romero Arbitre vidéo : Federico Silva | Arbitrage : Kevin George Hugo Romero Arbitre vidéo : Federico Silva |

| Match 10 | (27) Chili                                | 3 - 1   | Mexique (30) |                                                                      |                                                                      |
| 18h30    | Amoroso 36e · Hurtado 40e · Maldonado 57e | (0 - 1) | 20e Sosa     | Arbitrage : Oliver Höck Reinier Diaz Arbitre vidéo : Benjamin Peters | Arbitrage : Oliver Höck Reinier Diaz Arbitre vidéo : Benjamin Peters |
| 18h30    | Rapport                                   |         |              | Arbitrage : Oliver Höck Reinier Diaz Arbitre vidéo : Benjamin Peters | Arbitrage : Oliver Höck Reinier Diaz Arbitre vidéo : Benjamin Peters |

### Cinquième et sixième place
| Match 12              | (32) Mexique                                              | 4 - 1   | Brésil (34)    |                                                                              |                                                                              |
| 28 janvier 2022 13h30 | F. Aguilar 28e · Castillo 33e · Gonzalez 40e · Amador 42e | (1 - 0) | 48e Patrocínio | Arbitrage : Guillermo Poblete Hugo Romero Arbitre vidéo : Catalina Montesino | Arbitrage : Guillermo Poblete Hugo Romero Arbitre vidéo : Catalina Montesino |
| 28 janvier 2022 13h30 | Rapport                                                   |         |                | Arbitrage : Guillermo Poblete Hugo Romero Arbitre vidéo : Catalina Montesino | Arbitrage : Guillermo Poblete Hugo Romero Arbitre vidéo : Catalina Montesino |

### Demi-finales
| Match 13              | (7) Argentine                                              | 5 - 2   | Canada (12)                |                                                                                |                                                                                |
| 28 janvier 2022 16h00 | Tolini 20e, 40e · Fernández 41e · Domene 52e · Casella 60e | (1 - 0) | 55e Noronha · 55e Sarmento | Arbitrage : Benjamin Peters Jonathan Altamirano Arbitre vidéo : Ayanna McClean | Arbitrage : Benjamin Peters Jonathan Altamirano Arbitre vidéo : Ayanna McClean |
| 28 janvier 2022 16h00 | Rapport                                                    |         |                            | Arbitrage : Benjamin Peters Jonathan Altamirano Arbitre vidéo : Ayanna McClean | Arbitrage : Benjamin Peters Jonathan Altamirano Arbitre vidéo : Ayanna McClean |

| Match 14 | (25) Chili                             | 0 - 0             | États-Unis (22)                            |                                                                          |                                                                          |
| 18h30    |                                        | (0 - 0)           |                                            | Arbitrage : Gabriel Labate Federico Silva Arbitre vidéo : Ayanna McClean | Arbitrage : Gabriel Labate Federico Silva Arbitre vidéo : Ayanna McClean |
| 18h30    | Rapport                                |                   |                                            | Arbitrage : Gabriel Labate Federico Silva Arbitre vidéo : Ayanna McClean | Arbitrage : Gabriel Labate Federico Silva Arbitre vidéo : Ayanna McClean |
| 18h30    | Amoroso · Pizarro · Becerra · Gesswein | Tirs au but 3 - 1 | K. Kaeppeler · Dhadwal · Harris · Montilla | Arbitrage : Gabriel Labate Federico Silva Arbitre vidéo : Ayanna McClean | Arbitrage : Gabriel Labate Federico Silva Arbitre vidéo : Ayanna McClean |

### Troisième et quatrième place
| Match 15              | (13) Canada                                | 3 - 1   | États-Unis (22) |                                                                        |                                                                        |
| 30 janvier 2022 14h30 | Boothroyd 34e · Johnston 41e · Barnett 44e | (0 - 1) | 17e Heldens     | Arbitrage : Federico Silva Reinier Diaz Arbitre vidéo : Gabriel Labate | Arbitrage : Federico Silva Reinier Diaz Arbitre vidéo : Gabriel Labate |
| 30 janvier 2022 14h30 | Rapport                                    |         |                 | Arbitrage : Federico Silva Reinier Diaz Arbitre vidéo : Gabriel Labate | Arbitrage : Federico Silva Reinier Diaz Arbitre vidéo : Gabriel Labate |

### Finale
| Match 16              | (23) Chili    | 1 - 5   | Argentine (7)                                               |                                                                                |                                                                                |
| 30 janvier 2022 17h00 | Fel. Renz 41e | (0 - 0) | 33e Tarazona · 34e, 60e Casella · 53e Tolini · 56e Ferreiro | Arbitrage : Benjamin Peters Jonathan Altamirano Arbitre vidéo : Ayanna McClean | Arbitrage : Benjamin Peters Jonathan Altamirano Arbitre vidéo : Ayanna McClean |
| 30 janvier 2022 17h00 | Rapport       |         |                                                             | Arbitrage : Benjamin Peters Jonathan Altamirano Arbitre vidéo : Ayanna McClean | Arbitrage : Benjamin Peters Jonathan Altamirano Arbitre vidéo : Ayanna McClean |

## Classement final
| Rang               | Équipe            | J | V | N | P | BP | BC | Diff | Pts | Qualification       |
| ------------------ | ----------------- | - | - | - | - | -- | -- | ---- | --- | ------------------- |
| Médaille d'or      | Argentine         | 4 | 4 | 0 | 0 | 23 | 5  | +18  | 12  | Coupe du monde 2023 |
| Médaille d'argent  | Chili             | 5 | 2 | 1 | 2 | 11 | 9  | +2   | 7   | Coupe du monde 2023 |
| Médaille de bronze | Canada            | 6 | 4 | 0 | 2 | 26 | 11 | +15  | 12  |                     |
| 4                  | États-Unis        | 5 | 3 | 1 | 1 | 14 | 8  | +6   | 10  |                     |
| 5                  | Mexique           | 5 | 2 | 0 | 3 | 11 | 24 | -13  | 6   |                     |
| 6                  | Brésil            | 4 | 0 | 0 | 4 | 1  | 23 | -22  | 0   |                     |
| 7                  | Trinité-et-Tobago | 3 | 0 | 0 | 3 | 7  | 13 | -6   | 0   |                     |